# Reggae gospel
Il reggae gospel (chiamato anche gospel reggae o genericamente Christian reggae) è un genere musicale che unisce reggae e gospel, o in genere il reggae con tematiche relative alla religione cristiana.

## Storia
Sebbene la musica reggae, nei casi in cui sia orientata religiosamente, sia tradizionalmente associata al rastafarianesimo, in tempi recenti sono emersi all'interno della scena caraibica gruppi musicali e compositori reggae di fede cristiana. Gli artisti reggae gospel sono in gran parte sconosciuti nella scena internazionale, e spesso la loro notorietà è estesa solo alle comunità cristiane. L'esistenza di una forma di reggae evangelica protestante dimostra che una parte del reggae ha saputo rifiutare il rastafarianesimo e si è imposto inaspettatamente nella cultura popolare giamaicana in un modo improbabile. I simboli e l'immagine del reggae rasta (roots reggae) sono stati convertiti al cristianesimo tramite la popular music. Nel processo, gli artisti reggae gospel tentarono di "cristianizzare" il reggae; questi tentativi tuttavia non sono stati sempre ben accolti dalla chiesa evangelica giamaicana, che spesso si è dimostrata scettica sul fatto che il reggae possa veramente staccarsi dal rastafarianesimo. Comunque gli artisti reggae gospel hanno sempre difeso il loro utilizzo del reggae per diffondere il loro messaggio, sostenendo che il gospel cristiano debba essere presentato ai giovani caraibici, tramite un mezzo culturalmente rilevante e accessibile.
I primi a coniugare la musica reggae con le tematiche cristiane furono i Christafari, un gruppo statunitense formato nel 1989. Questo complesso multiculturale era composto da 9 musicisti e fronteggiato dal cantante e fondatore, pastore Mark Mohr. Il loro stile poteva essere riconosciuto come una mescolanza tra il roots reggae tradizionale e il dancehall reggae contemporaneo, con tematiche cristiane. Notando il nome del gruppo, ed il fatto che il loro leader, Mark "Tansoback" Mohr porti dei lunghi dreadlock, si può dedurre che la band proponga una combinazione tra rastafarianesimo e cristianesimo, ma questo titolo realmente proveniva da una derivazione latina della parola "Christafaroi" presente nel Nuovo Testamento Greco, il quale significato sta per "un gruppo di persone che rappresentano Cristo".
La scena reggae cristiana comunque cominciò a materializzarsi verso la seconda metà degli anni novanta, quando diversi esponenti giamaicani del genere reggae cominciarono a convertirsi alla fede cristiana, oltre a nuovi artisti emergenti, provenienti anche da altre località, che vennero ispirati dal passaggio dei Christafari. Tra gli artisti più rappresentativi di questa scena va menzionata Claudelle Clarke. Attiva dalla fine degli anni novanta, la cantante realizzò tre album: Reggae Song of Praise (1998); God is a Mountain (1998); e infine The Prayer (1999), che le fece ottenere maggior popolarità. Bisogna citare anche l'artista dancehall/ragga Sanchez, attivo sin dalla fine degli anni ottanta, che cominciò a convertirsi alla fede cristiana verso la fine degli anni novanta a partire dall'album Perilous Time (1999).
Hopeton Lewis, artista emerso durante l'epoca early reggae a cavallo tra la fine degli anni sessanta e primi settanta, con la sua voce in baritono ebbe un grande impatto all'epoca sulla musica giamaicana. Introducendo una mistura tra elementi soul e gospel, contribuì a stabilire lo stile reggae dell'epoca. Tuttavia il suo passaggio durante questo periodo fu breve, e comunque non segnò la nascita del reggae cristiano. Lewis si ripresentò durante la fine degli anni ottanta, quando fondò una propria etichetta discografica, la Bay City Music, orientandosi sulla musica gospel. Nel 1996 realizzò This Is Gospel, seguito da Reaching Out to Jesus nel 2000, chiaramente indirizzati verso l'emergente reggae gospel. Da questo periodo, Lewis realizzò una serie di album su questo stile.
Judy Mowatt ottenne una grande visibilità negli anni settanta, quando divenne una componente del trio vocale femminile I-Threes. Questo gruppo raggiunse una grande notorietà nel 1974 grazie al loro ruolo di coriste ottenuto nel gruppo di Bob Marley, a sostituzione di Peter Tosh e Bunny Wailer. Le I-Threes erano composte, oltre alla Mowatt, da Marcia Griffiths e Rita Marley, moglie di Bob. Originariamente di fede rastafariana, anche Judy Mowatt si convertì al cristianesimo nei tardi anni novanta, abbracciando il genere reggae gospel.
Altri musicisti che si sono recentemente spostati sul reggae gospel sono Clive Tennors, ex componente del gruppo early reggae/rocksteady The Tennors, e Papa San, artista dancehall attivo sin dagli anni ottanta, che si convertì nel 1997. L'ex jd dancehall/ragga Stitchie (all'epoca conosciuto come Lieutenant Stitchie/Lt. Stitchie), noto per i suoi lavori degli anni ottanta e novanta e per le sue collaborazioni con King Jammy, iniziò ad orientarsi verso la fede cristiana e il genere reggae gospel. La sua conversione avvenne nel 1997 a seguito di un incidente automobilistico in cui rischiò di perdere la vita. Tra i suoi lavori in stile gospel-reggae si può citare l'album Real Power del 2000. Questo fu uno dei dischi di maggior successo della sua carriera, trovando una certa esposizione all'interno delle classifiche gospel/urban statunitensi, e raggiungendo la terza posizione nelle albums chart in Colombia.

## Alcuni artisti Reggae gospel
Di seguito sono riportati alcuni artisti Reggae gospel:
- Avion Blackman
- Carlene Davis
- Chevelle Franklin
- Claudelle Clarke
- Clive Tennors
- Christafari
- Hopeton Lewis
- Imisi
- Nothing to Dread
- Jah Servant
- Judy Mowatt
- Junior C
- Junior Tucker
- Paul Barclay
- Papa San
- Richie Stevens
- Sanchez
- Sherwin Gardner
- Stitchie (Lieutenant/Lt. Stitchie)
- Temple Yard
- Watchman (David Williams)
- Tiko & Gitta